# Белчевци
Белчевци е село в Северна България. Намира се в община Велико Търново, област Велико Търново.
Старото има на селото е Белчовци. Към 1934 г. селото има 62 жители. В днешно време няма постоянно население. Влиза в землището на село Войнежа.